# Birinci Qazaxlar
Birinci Qazaxlar è un comune dell'Azerbaigian situato nel distretto di Bərdə.